# Agate Fossil Beds National Monument

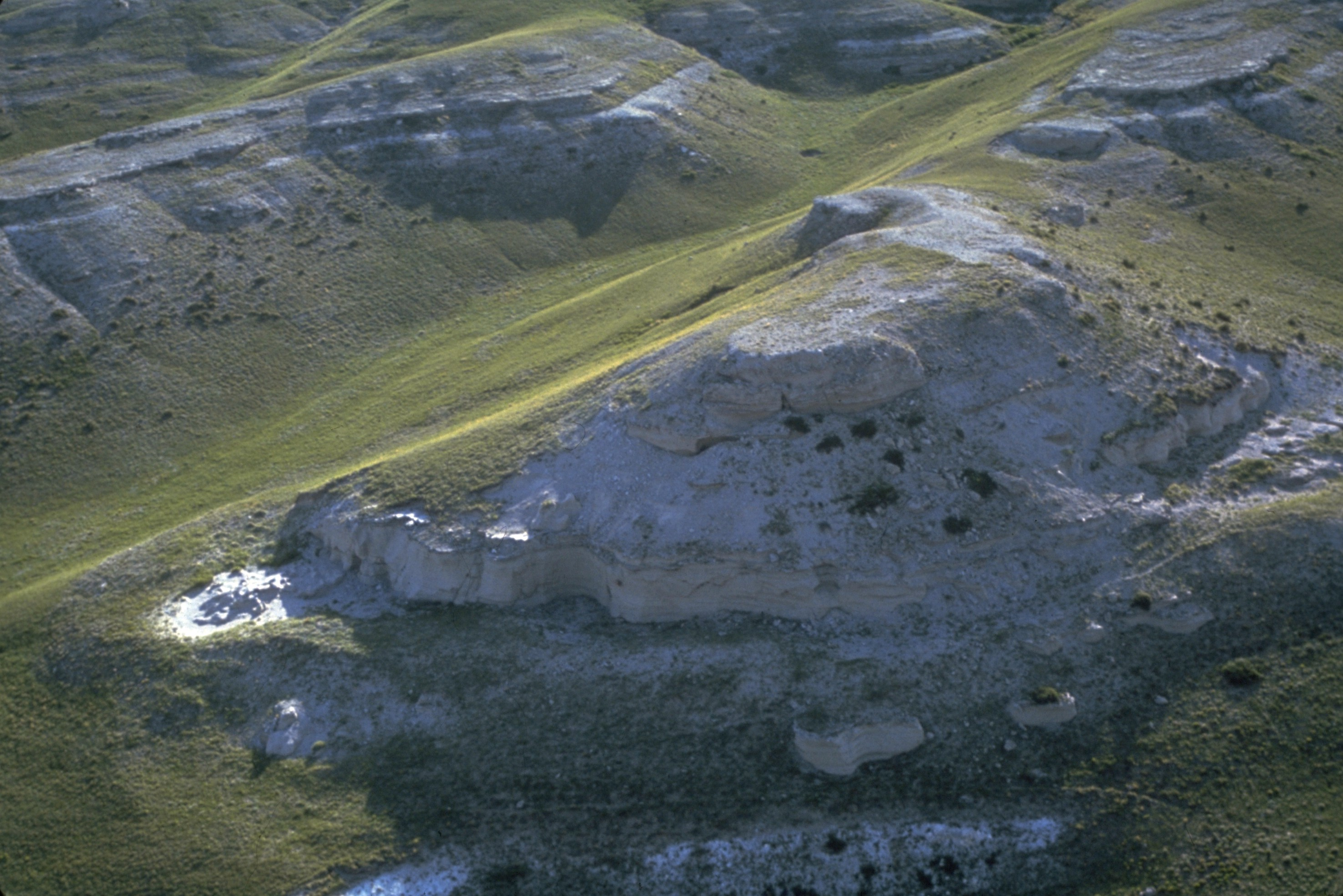
Agate Fossil Beds National Monument

Agate Fossil Beds National Monument to amerykański pomnik narodowy, znajdujący się w zachodniej części stanu Nebraska, nad rzeką Niobrara.
Na miejscu pomnika pierwotnie znajdowało się rancho o nazwie Agate Springs Ranch będące własnością kapitana Jamesa Cooka, na którym hodowano bydło. Nazwa rancha, a obecnie również pomnika nawiązuje do występujących powszechnie na tym obszarze agatów.
Główną atrakcją pomnika są kamieniołomy, które zawierają liczne dobrze zachowane skamieniałości ssaków z wczesnej epoki miocenu. Do skamieniałości znalezionych na terenie pomnika należą:
- Menoceras - rodzaj skarłowaciałego nosorożca wymarły około 5 milionów lat temu,
- Moropus - rodzaj wymarłego ssaka nieparzystokopytnego zaliczanego do chalikoteriów,
- Daeodon - wymarły rodzaj ssaka należącego do rodziny Entelodontidae,
- Stenomylus - wymarły rodzaj karłowatego wielbłąda,
- Palaeocastor - rodzaj wymarłego bobra,
- Amficjony - czasami nazywane niedźwiedziopsami.

Pomnik można zwiedzać korzystając z jednego z dwóch turystycznych szlaków pieszych: Fossil Hills Trail oraz Daemonelix Trail. 
Na terenie pomnika znajduje się również muzeum zawierające ponad 500 eksponatów związanych z plemionami indiańskimi zamieszkującymi na tych terenach i pochodzących z kolekcji zebranej przez Jamesa Cooka.
Utworzenie pomnika zostało autoryzowane 5 czerwca 1965 roku, lecz ostatecznie został on ustanowiony 32 lata później, 14 czerwca 1997 roku. Pomnik zajmuje powierzchnię 12,36 km² i podobnie jak wiele innych pomników narodowych znajduje się pod zarządem National Park Service.